# علي هاشمي
علي هاشمي (بالفارسية: علی هاشمی) هو رباع إيراني، ولد في 1 نوفمبر 1991 في عيلام في إيران.

## وصلات خارجية
- علي هاشمي على موقع الاتحاد الدولي (الإنجليزية)
- علي هاشمي على موقع مشروع نتائج رفع الأثقال الدولية (الإنجليزية)
- علي هاشمي على موقع أوليمبيديا (الإنجليزية)